# Rosstoc
Rosstoc fue una productora de cine y televisión creada en el año 2005 por el actor argentino Gastón Pauls y el productor Alejandro Suaya.
Rosstoc tenía alianzas estratégicas con Fox Television Studios, Farfan televisión y Dorimedia.
Asimismo, tenía un área de Desarrollo Social con intervención directa sobre problemáticas sociales como el proyecto "Dar la Palabra", que promueve la lectura y la escritura en las escuelas del país.
El día 21 de diciembre del año 2010, la productora cerró sus puertas al declararse en quiebra. La misma había solicitado la apertura del concurso preventivo para evitar la quiebra pero esto no fue posible, y ahora una persona externa a la empresa (el síndico) será quien defina cómo se utilizarán los bienes para hacer frente a las diferentes deudas.
Según informa Perfil.com la deuda de Rosstoc, productora que realizó Todos contra Juan, Ciega a citas y Mitos. asciende a 8.617.471 pesos.

## Producciones

### Televisión
- Humanos en el camino (2006-2007, Telefe)
- Pecados capitales, el que este libre... (2007, Telefe)
- Titulares (2007, Fox Sports)
- Mejor hablar de ciertas cosas (2008, Encuentro)
- Todos contra Juan (2008, América TV)
- Mitos, crónicas del amor descartable (2009, América)
- Ciega a citas (2009, Canal 7)
- Todos contra Juan 2 (2010, Telefe)

### Cine
- Mayo (en preproducción)
- Apache (en preproducción)

### Documentales
- Las manos al piano

## Premios
- Martín Fierro al mejor unitario y/o miniserie: Todos contra Juan (2008)
- Martín Fierro a la mejor telecomedia: Ciega a citas (2009)
- Rose d'Or: Series y Telenovelas: Ciega a citas (2009)

Nominaciones
- Emmy Internacional: Mejor telenovela: Ciega a citas (2009)